# Łojowce
Łojowce – dawna wieś na dzisiejszej Ukrainie, nad Dniestrem i jego dopływem Olszanką, położona na terenie współczesnego rejonu nowoszutyckiego obwodu chmielnickiego.
Najstarsza wzmianka o wsi: 

Ł o j o w s c y dziedziczą na Łojowcach nad Dniestrem, które w r. 1578 dzielą sią na pięć „sortes;" dzierżą nadto królewszczyznę Mukarów Tatarski (Zr. Dz. XIX, str. 189, 192, 220, 272). Siemian Łojowski, towarzysz roty Brzeskiego 1576 r. (Ks. 3603 f. 408). Petriman, dziedzic części Łojowiec 1582 r. (Ks. 3606 f. 35 v.).)
(Herb ich w Heroldzie 1906, str. 286)